# Shropshire (Unitary Authority)
Shropshire ist eine Unitary Authority in der Grafschaft Shropshire in England. Verwaltungssitz ist die Stadt Shrewsbury.
Die Unitary Authority Shropshire wurde am 1. April 2009 aus dem Non-Metropolitan County Shropshire gebildet. Gleichzeitig wurden die fünf Districts Bridgnorth, North Shropshire, Oswestry, Shrewsbury and Atcham sowie South Shropshire aufgelöst und ihre Kompetenzen auf den Rat von Shropshire (Shropshire Council) übertragen. Seitdem besteht die zeremonielle Grafschaft Shropshire aus den Unitary Authorities Shropshire und Telford and Wrekin.

## Bedeutende Orte
- Bishop’s Castle
- Bridgnorth
- Albrighton
- Much Wenlock
- Ludlow
- Oswestry
- Shrewsbury